# Startin'/Born to Be...
Startin'/Born to Be... è il trentanovesimo singolo della cantante giapponese Ayumi Hamasaki, pubblicato l'8 marzo 2006. Startin' è stato utilizzato come sigla d'apertura del videogioco Shin Onimusha: Dawn of Dreams (Rainy Day, un brano presente nel precedente album dell'artista, (Miss)understood, è invece la sigla di chiusura). La seconda traccia del singolo Born To Be... è invece il tema ufficiale della copertura di Nittele delle Olimpiadi invernali 2006. Il singolo ha debuttato alla prima posizione della classifica Oricon, diventando il quattordicesimo singolo consecutivo della cantante ad arrivare in vetta alla classifica ed il ventiseiesimo in totale. La pubblicazione di Startin'/Born To Be... ha reso Ayumi Hamasaki la cantante donna con il maggior numero di singoli alla vetta della classifica giapponese, sorpassando Seiko Matsuda. Nel singolo è inclusa anche una terza traccia, teens ~acoustic version~, una cover dei TRF.

## Tracce
CD singolo
CD
1. Startin' (Ayumi Hamasaki, Hara Kazuhiro)
2. Born to Be... (Ayumi Hamasaki, Hara Kazuhiro)
3. Teens (Acoustic Version) - (Ayumi Hamasaki, Komuro Tetsuya, Kubo Cozy)
4. Startin' (Instrumental)
5. Born to Be... (Instrumental) – 4:52

DVD
1. Startin' (PV)
2. Born to Be... (PV)

## Classifiche
| Classifica (2006)           | Posizione più alta |
| --------------------------- | ------------------ |
| Oricon Weekly Singles Chart | 1                  |